# ورد شيراردي
ورد شيراردي[بحاجة لمصدر] (الاسم العلمي:Rosa sherardii) هو نوع من النباتات يتبع جنس الورد من الفصيلة الوردية. سمي هذا النوع نسبةً إلى عالم النبات بريطاني وليام شيرارد (بالإنجليزية: William Sherard)‏.